# Václav Hlavatý
Václav Hlavatý (* 27. Januar 1894 in Louny, Österreich-Ungarn; † 11. Januar 1969 in Bloomington, Indiana) war ein tschechoslowakisch-US-amerikanischer Mathematiker.

## Leben und Werk
Hlavatý studierte nach dem Abitur in Louny Mathematik und darstellende Geometrie an der Technischen Hochschule in Prag, unterbrochen vom Wehrdienst im Ersten Weltkrieg von 1915 bis 1918. 1920 legte er seine Lehramtsprüfung ab und war dann Gymnasiallehrer in Vinohrady, 1920 bis 1923 in Louny und danach bis 1931 in Prag. 1921 wurde er an der Karls-Universität Prag in Mathematik promoviert. 1924 studierte er an der TU Delft bei Jan Schouten und habilitierte sich 1925 an der Karls-Universität Prag (Les congruences dans les espaces non-euclidéens). 1926 erfolgte eine weitere Habilitation an der Technischen Hochschule Prag. 1927/28 war er mit einem Rockefeller-Stipendium in Italien und Frankreich und 1928/29 lehrte er in Oxford. 1931 wurde er außerordentlicher und 1936 ordentlicher Professor an der Karls-Universität. 1934 hielt er mit Schouten Vorträge an der Lomonossow-Universität und 1936 nahm er am Internationalen Mathematikerkongress in Oslo teil (Invariants conformes, geometrie de M. Weyl et celle de M. König). 1937 war er Gastprofessor in Bukarest und 1937/38 am Institute for Advanced Study bei Albert Einstein und Hermann Weyl. Den Zweiten Weltkrieg verbrachte er in Prag, wo unter deutscher Besatzung die tschechischen Universitäten geschlossen waren. In dieser Zeit widmete er sich wissenschaftlichen Arbeiten, schrieb Lehrbücher und nahm auch am Prager Aufstand teil. Gleich nach dem Krieg war er wieder Professor und weilte zu Gastaufenthalten in Polen, den USA und Paris. Nach einer Gastprofessur 1948 an der Indiana University Bloomington blieb er dort mit seiner Familie und wurde dort 1948 Professor für Mathematik. 1962 emeritierte er.
Hlavatý befasste sich mit Differentialgeometrie und Allgemeiner Relativitätstheorie und deren Verallgemeinerungen (Vereinheitlichte Feldtheorien), wie auch sein Lehrer Schouten, der international auf diesem Gebiet eine führende Rolle spielte. Er korrespondierte mit Albert Einstein über dessen vereinheitlichte Feldtheorien, arbeitete aber auch über andere vereinheitlichte Feldtheorien wie die von Hermann Weyl und  Erwin Schrödinger.
1926 wurde er Mitglied der Königlich Böhmischen Gesellschaft der Wissenschaften und einige Jahre später der Tschechischen Akademie der Wissenschaften und Künste. 1958 gründete er die Czechoslovak Society of Arts and Sciences in America und wurde deren erster Präsident. 1991 erhielt er den Masaryk Gedenkorden. Er war Mitglied der Partei Česká strana národně sociální, für die er 1945/1946 kurz als Abgeordneter tätig war.
Er war zweimal verheiratet. Aus zweiter Ehe (Heirat 1931) mit Olga Neumann hatte er eine Tochter.

## Werke
- Literatur und andere Medien von und über Václav Hlavatý im Katalog der Nationalbibliothek der Tschechischen Republik
- Les courbes de la variété générale à n dimensions, Paris, Gauthier-Villars 1934
- Differentialgeometrie der Kurven und Flächen und Tensorrechnung, Groningen/Batavia, Noordhoff 1939 (übersetzt von Max Pinl)
- Differentielle Liniengeometrie, Groningen: Noordhoff 1945 (übersetzt von Max Pinl)
  - Englische Übersetzung:Differential Line Geometry, Groningen 1953
- Projektive Geometrie 1940 (tschechisch)
- Geometry of Einstein’s Unified Field Theory, Groningen, Noordhoff, 1957